# Коралінові
Коралі́нові (Corallinaceae) — родина червоних водоростей ряду коралін. Об'єднує декілька родів з невеликою кількістю видів. Так основний рід кораліна (Corallina) має всього 29 видів.